# Juan Ramos Romero
Gral. Juan Ramos Romero fue un militar mexicano que participó en la Revolución mexicana. Nació en Cárdenas, Tabasco. Se levantó en armas en favor de Félix Díaz y operó en su estado. En 1920 se agregó a la rebelión de Agua Prieta, reconociendo el gobierno de Álvaro Obregón. Obtuvo el grado de general de brigada. 